# وینفرید گلاتزیدر
وینفرید گلاتزیدر (آلمانی: Winfried Glatzeder؛ زادهٔ ۲۶ آوریل ۱۹۴۵) بازیگر اهل آلمان است.
از فیلم‌ها یا برنامه‌های تلویزیونی که وی در آن نقش داشته‌است، می‌توان به راز ساگال، رزا لوکزامبورگ، لو آور اشاره کرد.